# Alpinia womersleyi
Alpinia womersleyi är en enhjärtbladig växtart som beskrevs av Rosemary Margaret Smith. Alpinia womersleyi ingår i släktet Alpinia och familjen Zingiberaceae.
Artens utbredningsområde är Papua Nya Guinea. Inga underarter finns listade i Catalogue of Life.